# شانون ماكدونل
شانون ماكدونل (بالإنجليزية: Shannon McDonnell)‏ (28 سبتمبر 1984 في الولايات المتحدة - ) هي لاعبة كرة قدم أيرلندية في مركز الوسط. شاركت مع منتخب جمهورية أيرلندا لكرة القدم للسيدات. أما مع النوادي، فقد لعبت مع شيكاغو رد ستارز وChicago Red Eleven ‏ وWindy City Bluez ‏.

## وصلات خارجية
- شانون ماكدونل على موقع الاتحاد الأوربي (الإنجليزية)
- شانون ماكدونل على موقع قاعدة بيانات كرة القدم.إي يو (الإنجليزية)